# برنامج إيريك أندريه
برنامج إيريك آندريه (بالإنجليزية: The Eric Andre Show) برنامج حواري كوميدي أمريكي يُعرض على قناة ادلت سويم، بدأ عرضهُ في الولايات المتحدة في 20 مايو، 2012. يقدمه الممثل والكوميدي ايريك اندريه وهانيبال بروس مساعدا له.
يستمر البرنامج لإحدى عشرة دقيقة، في بداية البرنامج الفقرة الافتتاحية يقوم مقدم البرنامج ايريك اندريه بتكسير وتحطيم الإستوديو بينما تستمر الفرقة الموسيقية بعزف الموسيقى الافتتاحية، بعدها يجلس اندريه على كرسيه وتبدل طاولته ويرتب الاستوديو من جديد، يظهر اندريه بعدها مع ضيف الحلقة ومساعده هانيبال بروس، كما تعرض فقرة ايريك في الشارع.

## الممثلين والشخصيات
- ايريك اندريه مقدم البرنامج[1]
- هانيبال بروس مساعد مقدم البرنامج
- غاري انثوني ويليامز المقدم الصوتي في الموسم الأول
- توم كاين المقدم الصوتي في الموسم الثاني حتى الآن

## الحلقات

### نظرة عامة
| الموسم | الموسم    | عدد الحلقات | تاريخ البث الأصلي | تاريخ البث الأصلي |
| الموسم | الموسم    | عدد الحلقات | أول عرض           | آخر عرض           |
| ------ | --------- | ----------- | ----------------- | ----------------- |
|        | 1         | 10          | 20 مايو 2012      | 29 يوليو 2012     |
|        | 2         | 10          | 3 أكتوبر 2013     | 12 ديسمبر 2013    |
|        | 3         | 10          | 6 نوفمبر 2014     | 23 يناير 2015     |
|        | 4         | 10          | 5 أغسطس 2016      |                   |
|        | حلقة خاصة | حلقة خاصة   | 31 ديسمبر 2012    | 31 ديسمبر 2012    |

## الإصدار المنزلي
يتوفر الموسم الأول، الثاني والثالث كاملاً للعرض على آيتونز، امازون فيديو وهولو.

## وصلات خارجية
- الموقع الرسمي
- The Eric Andre Show at ادلت سويم
- برنامج إيريك أندريه على موقع IMDb (الإنجليزية)
- برنامج إيريك أندريه على موقع روتن توميتوز (الإنجليزية)
- برنامج إيريك أندريه على موقع كينوبويسك (الروسية)
- برنامج إيريك أندريه على موقع قاعدة بيانات الفيلم (الإنجليزية)